# Forró-Encs (nádraží)
Forró-Encs je železniční stanice v maďarském městě Encs poblíž obce Forró v župě Borsod-Abaúj-Zemplén. Stanice byla otevřena v roce 1860, kdy byla zprovozněna trať mezi Miškovcem a Košicemi.

## Provozní informace
Stanice má celkem 1 nástupiště a 2 nástupní hrany. Ve stanici je možnost zakoupení si jízdenky a je elektrifikována střídavým proudem 25 kV, 50 Hz. Provozuje ji společnost MÁV.

## Doprava
Stanice je jediným nádražím ve městě. Zastavují zde 2 páry mezinárodních expresů Budapešť – Košice a osobní vlaky z Miškovec – Hidasnémeti.

## Tratě
Stanicí prochází tato trať:
- Miškovec–Felsőzsolca–Hidasnémeti (MÁV 90)